# PPFIA4
PPFIA4‏ (PTPRF interacting protein alpha 4) هوَ بروتين يُشَفر بواسطة جين PPFIA4 في الإنسان.